# Rada Najwyższa Tymczasowa Księstwa Warszawskiego
Rada Najwyższa Tymczasowa Księstwa Warszawskiego – kolegialny rząd tymczasowy okupowanego przez Rosjan Księstwa Warszawskiego, powołany ukazem cesarza Aleksandra I z dnia 13 marca 1813, istniał do 20 czerwca 1815 (przekształcony w Rząd Tymczasowy Królestwa Polskiego).
W jej skład weszli: 
- Wasyl Łanskoj – generał-gubernator
- Nikołaj Nowosilcow – zastępca generał-gubernatora
- Ludwig Christoph von Colomb (Ludwik Krzysztof von Colomb)(inne języki) – nadzorował skarb
- Tomasz Wawrzecki – odpowiadał za resort sprawiedliwości
- Franciszek Ksawery Drucki Lubecki – odpowiadał za sprawy wewnętrzne

Rada Najwyższa Tymczasowa Księstwa Warszawskiego przejęła kompetencje Rady Stanu i Rady Ministrów. Wznowiła działalność administracji lokalnej, sądownictwa oraz szkolnictwa. Obok niej powstał dziesięcioosobowy Komitet Centralny złożony z przedstawicieli departamentów. Zadaniem Komitetu Centralnego było pośredniczenie pomiędzy tymczasowymi władzami centralnymi a władzami lokalnymi i mieszkańcami.

## Literatura
- Jacek Przygodzki: Rada Najwyższa Tymczasowa Księstwa Warszawskiego 1813–1815: organizacja i działalność. Wrocław: Wydawnictwo Uniwersytetu Wrocławskiego, 2002. ISBN 83-229-2259-0. Brak numerów stron w książce